# Sigama
Sigama is een bestuurslaag in het regentschap Padang Lawas Utara van de provincie Noord-Sumatra, Indonesië. Sigama telt 1284 inwoners (volkstelling 2010).